# أندريه باترسون
أندريه باترسون (بالإنجليزية: Andre Patterson)‏ مواليد 12 مايو 1983 في لوس أنجلوس، هو لاعب كرة سلة أمريكي معتزل. بدأ مسيرته الاحترافية في سنة 2006. يبلغ طوله 6 قدم 7 بوصة (2.0 م). لعب مع لوس أنجلوس ديفيندرز في دوري الرابطة الوطنية لفئة التطوير. اعتزل اللعب في 2009.

## روابط خارجية
- أندريه باترسون على موقع كرة السلة الأوروبية.كوم (الإنجليزية)
- أندريه باترسون على موقع كلية كرة السلة في سبورتس رفرنس.كوم (الإنجليزية)
- أندريه باترسون على موقع ريلجم (الإنجليزية)
- أندريه باترسون على موقع بروبوليرز (الإنجليزية)
- أندريه باترسون على موقع سبورتس رفرنس (الإنجليزية)